# ピーター・ストイフェサント
ピーター・ストイフェサント（英: Peter Stuyvesant、ファーストネームはPieterあるいはPetrusとも書かれた、1612年-1672年8月）は、1647年からオランダのニューネーデルラント植民地総督を務め、1664年にイングランドに暫定的に植民地を明け渡したので、最後の総督になった。ニューアムステルダム後のニューヨーク市の初期発展に残した功績が評価されている。
ストイフェサントの総督としての業績の中には、マンハッタン島の南端を越えてニューアムステルダム開拓地を大きく拡張したことが上げられる。その中でも防御のための壁としてのウォールストリート、後にブロードストリートやブロードウェイとなった運河が特筆される。

## 経歴

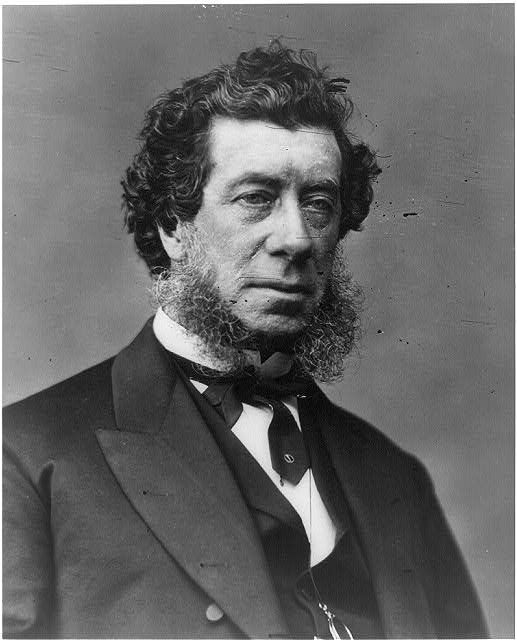
第26代ニューヨーク州知事を務めたハミルトン・フィッシュはストイフェサントの子孫だった

ストイフェサントは1612年にオランダのフリースラント州ペペルガで生まれたと考えられている。父は牧師のバルタザール・ヨハネス・ストイフェサント、母はマルガレータ・ハルデンスタインだった。シェルペンゼールで成長し、フランエーケルで勉学を修め、1635年頃にオランダ西インド会社に入った。1642年から1644年はオランダ西インド会社のキュラソー島植民地の支配人を務めた。
1644年4月、ストイフェサントはスペインが支配するシント・マールテン島を攻撃した時に、砲弾が右足下部に当たって負傷した。その後オランダに帰り、その右足は切断され、義足に置き換えられた。義足として銀のバンドを巻いた木の棒を使っていたので「年寄りの銀脚」という渾名で呼ばれたと言われている。
1645年5月、オランダ西インド会社からウィレム・キーフトの後任としてニューネーデルラント植民地総督に選任された。1647年5月11日にニューアムステルダムに到着した。この年9月、植民者の代表として9人からなる補佐委員会を指名した。
ストイフェサントは1645年にジュディス・ベイアード（1610年頃-1687年）と結婚した。ジュディスはブレダの生まれであり、その兄であるアムステルダムのサミュエル・ベイアードはストイフェサントの姉アンナ・ストイフェサントと結婚していた。ジュディスはストイフェサントがシント・マールテン島で右足を失ったときから療養のためにオランダに戻ったときにストイフェサントの看病をしていた。夫妻には一人息子ニコラス・ウィレム・ストイフェサント（1648年-1698年）が生まれ、後にウィレム・ベークマンの娘マリア・ベークマンと結婚した。
ストイフェサントはニューヘイブン植民地知事のセオフィラス・イートンと植民地間の境界に関する論争に巻き込まれるようになった。1648年、大地主レンセラーウェイクの代理人であるブラント・エルテス・ヴァン・スレヒテンホスルトとの間に紛争が持ち上がった。1629年の大地主規制法でキリエン・ヴァン・レンセリアには特権が認められていたが、ストイフェサントはレンセラーウェイクを凌ぐ権限があると主張した。

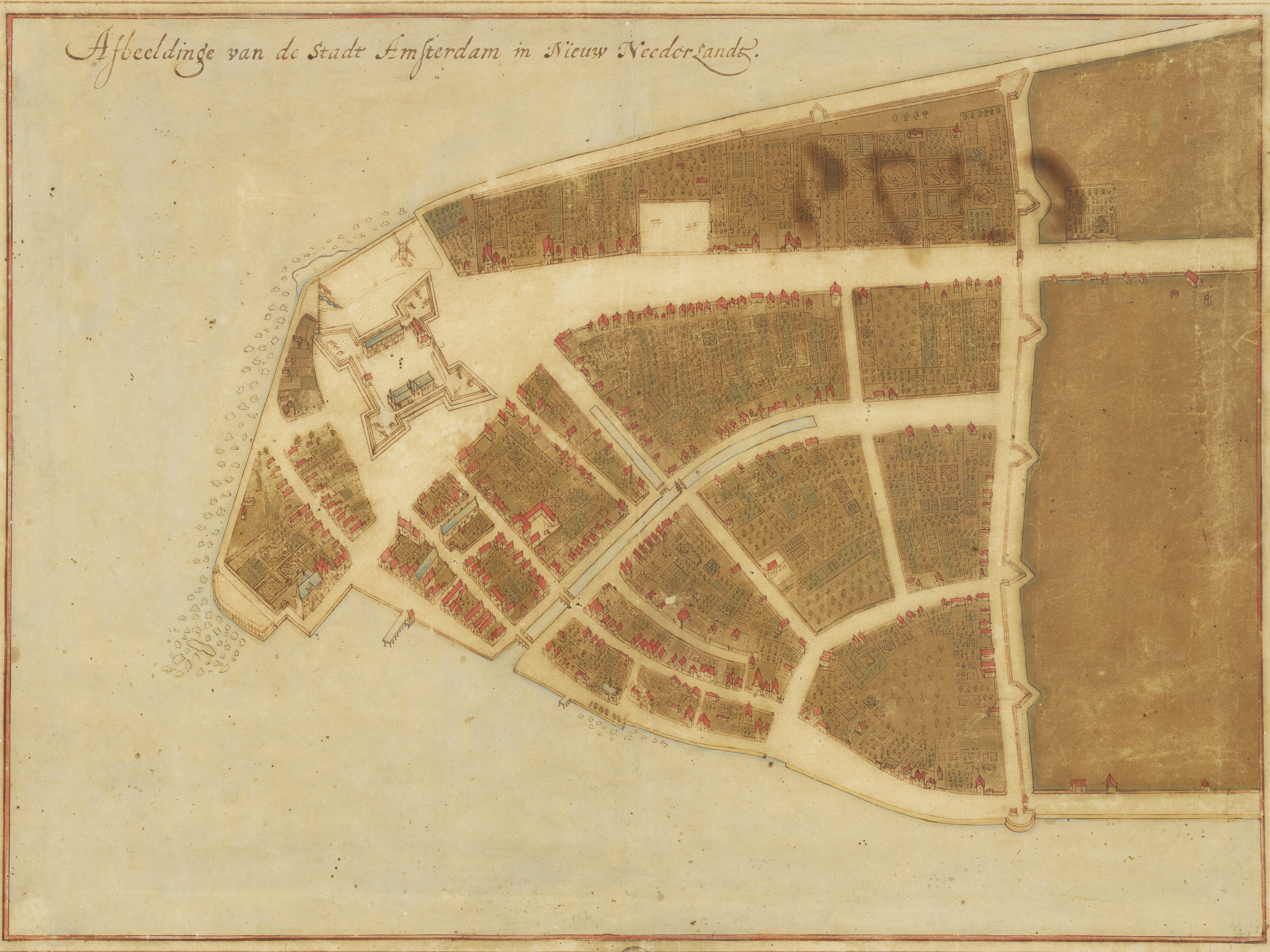
1660年のカステロのニューアムステルダム地図、ホワイトホールがその白い屋根と広大な庭園で目立っている

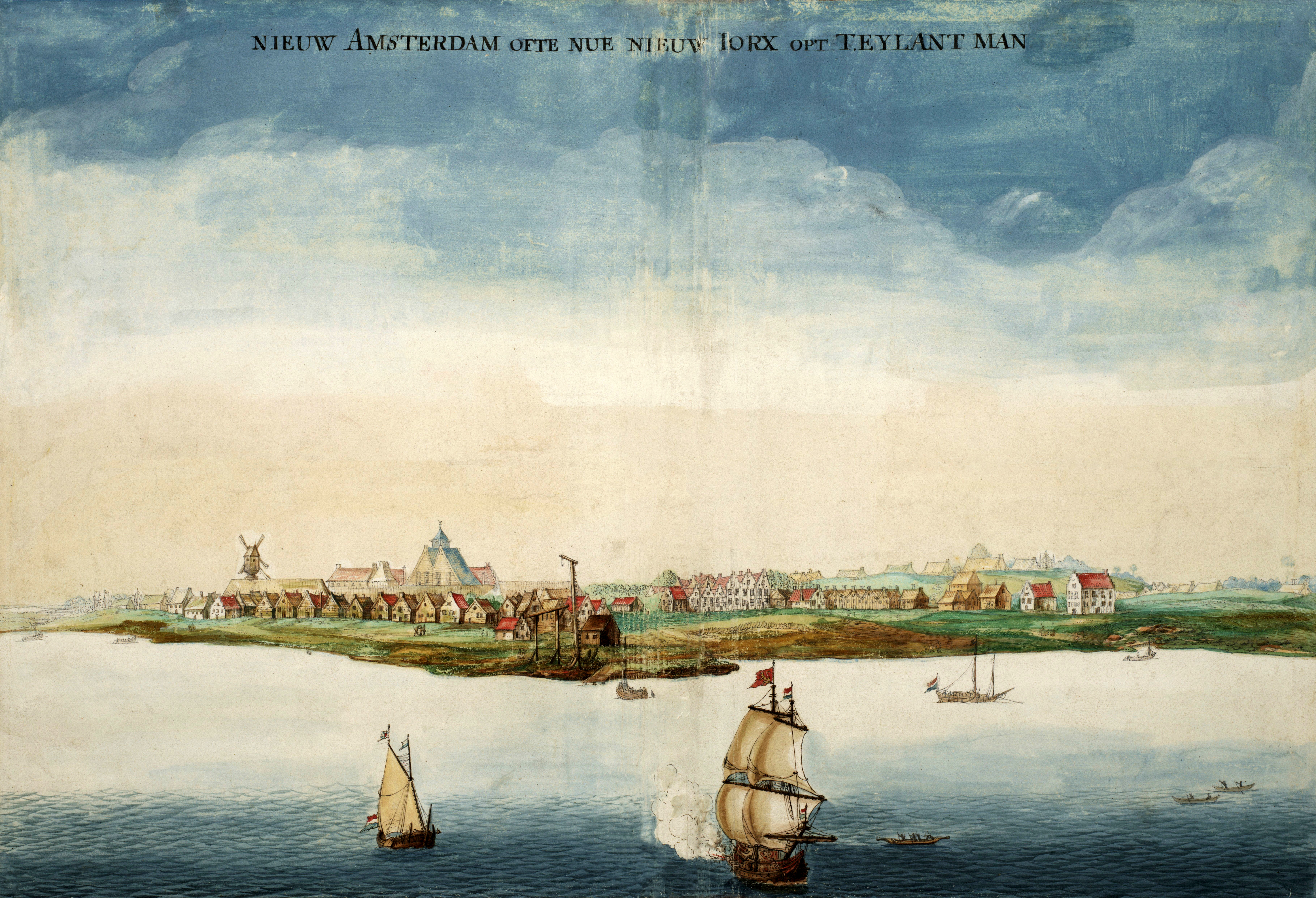
1664年のニューアムステルダム

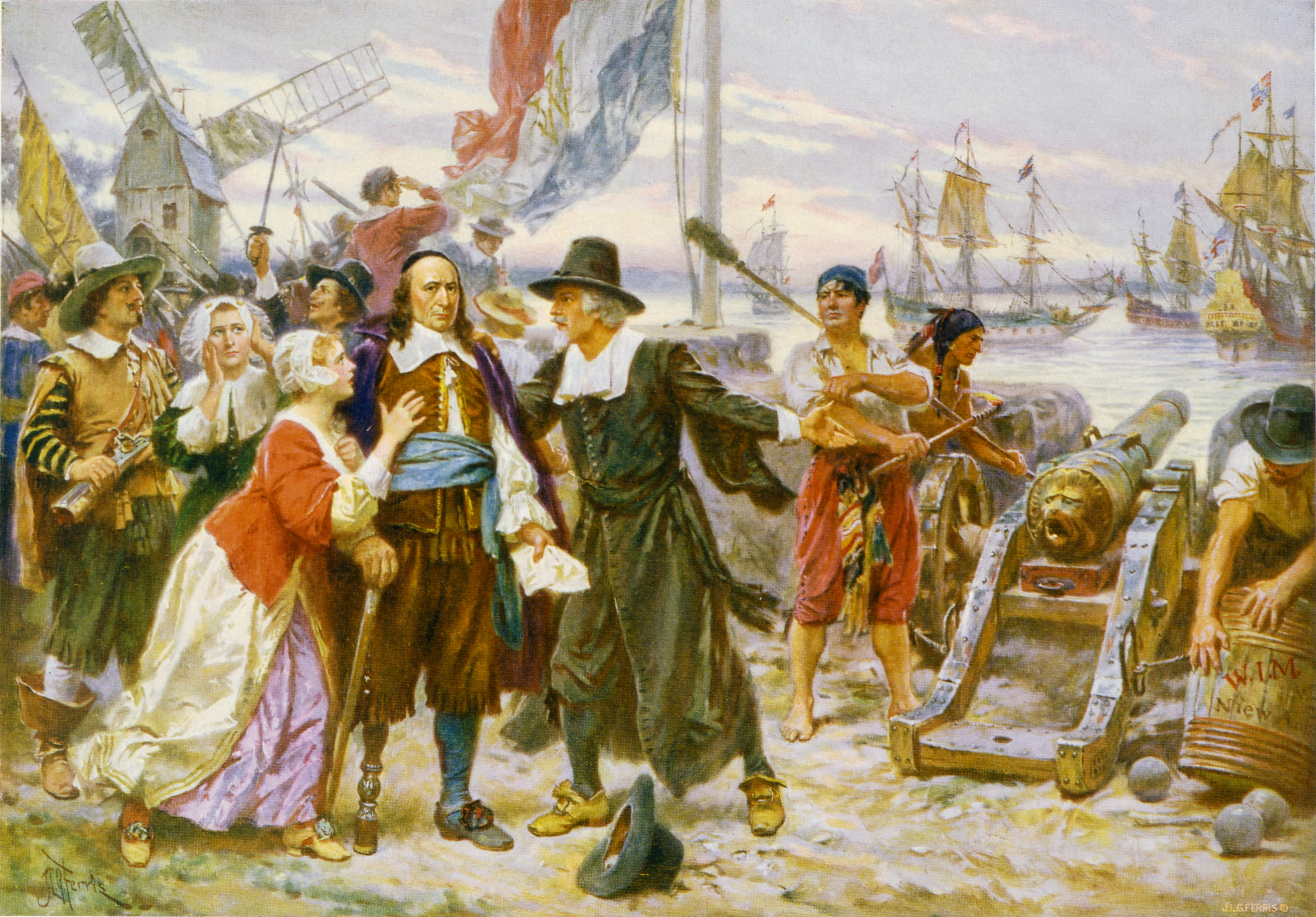
ニューアムステルダムの降伏

1649年、ストイフェサントは護衛兵を連れてオラニエ砦に行き、インディアンから攻撃があったときに備えて砦を守れるように家屋の破壊を命じた。ヴァン・スレヒテンホスルトがこれを拒んだとき、ストイフェサントは兵士の部隊を派遣して命令を執行させた。それに続いた論争によってビーバーウェイク（後のオールバニ）の設立に繋がった。
1650年9月、境界に関する代理人会議がハートフォードで開催された。決定された境界について9人委員会は不満であり、「総督は50マイル (80 km) 角の植民地50個を造れるような領地を割譲した」と訴えた。これに対してストイフェサントは委員会を解散すると脅した。オランダで市民政府を作る新しい計画が立てられ、1653年2月2日に「ニューアムステルダム」という名前が正式に告知された。ストイフェサントはこの機会に演説を行い、自分の権限は縮小されないままになると語った。
1651年、ストイフェサントはヴェルサイユ宮殿の鏡の間にヒントを得てニューアムステルダムの鏡の間を設計建設し、入場料として1グルデンを徴集した。
ストイフェサントはオランダの命令に従うようにされていたが、ホラント州とアムステルダム市の圧力によってこの命令は間もなく撤回された。ストイフェサントは市民にノース川からイースト川まで溝を掘らせ、砦を築くよう命令することで攻撃に対する備えをした。
1653年、ニューネーデルラント植民地にある各集落からの2人の副総督の会議で改革が要求され、ストイフェサントは「我々は神と会社から権限を得ており、何人かの無知な臣民からではない」と言って集会を解散させた。
1655年、ストイフェサントは7隻の艦隊と約700名の兵士を率いてデラウェア川に遠征し、ニュースウェーデン植民地を占領した。そこは「ニューアムステル」と改名された。ストイフェサントが居ない間にニューアムステルダムはインディアンに攻撃されていた（ピーチ戦争）。
1657年、植民地内で完全な信教の自由を認めていなかったストイフェサントは、特にクエーカー教徒の存在に直面して、影響力ある説教師になっていた23歳のクエーカー改宗者ロバート・ホッジソンの公開拷問を命じた。続いてクエーカー教徒を匿ったと分かった者は罰金と投獄で罰するという条令を作った。この動きにはクィーンズのフラッシング住民からの抗議が生まれた。これはフラッシング抗議と呼ばれるようになり、アメリカ合衆国憲法に含まれる権利章典の信教の自由条項の先例になったと考えられている。信教の自由は別の機会にも試されることになった。ストイフェサントは、ブラジル北部からニューアムステルダムに恒久的入植を目指し、既存のユダヤ人社会（アムステルダムからのパスポート有り）に加わろうとするユダヤ人（パスポート無し）を受け容れなかった。この決定はアムステルダムで無効とされた。
1664年イングランド王チャールズ2世はその弟のヨーク公後のジェームズ2世にニューネーデルラント植民地を含む広大な土地を分け与えた。イングランドは4隻の艦船に450名の兵士を載せ、リチャード・ニコルズの指揮でオランダの植民地を占領した。1664年8月30日、ジョージ・カートライトが総督に降伏を要求する手紙を送った。カートライトは「国王の権威に服する者全てにその生命、財産および自由」を約束した。ストイフェサントは9月9日にブワレイの自宅で条約に署名した。ニコルズが総督になることを宣言し、町はニューヨークシティと改名された。ストイフェサントは降伏条件書で市民権と信教の自由を獲得した。オランダ人開拓者は主に厳密なカルヴァン派であるオランダ改革派教会に属していた。イングランド人は神学論的にローマ・カトリック教会に近いイングランド国教会に属していた。
1665年、ストイフェサントはオランダに渡って総督としての仕事を報告した。アメリカに戻ると市郊外にある62エーカー (0.25 km2) の農地で余生を過ごした。そこはグレート・ブワレイと呼ばれ、その向こうにはハーレムの村の森や湿地が拡がっていた。1647年にストイフェサントがオランダから持ってきたと言われた梨の木が1867年まで第13通りと三番街の角に残っており、ほぼ最後まで実を付けていた。ストイフェサントの家は1777年の火事で失われた。別にホワイトホールと呼ばれる石造りの行政官邸宅も建設していた。ストイフェサントは1672年8月に死に、マンハッタンのセントマーク教会イン・ザ・バワリーに埋葬された。

## 遺産
- ストイフェサントとその家族はニューアムステルダム北東部の大土地所有者であり、その名前は現在、通称ストイフェサント・タウンと呼ばれる住宅複合施設 Stuyvesant Town-Peter Cooper Villageのやストイフェサント広場という公園に受け継がれている。ストイフェサント・タウンは、第二次大戦後にメットライフが退役兵士のためにマンハッタン東岸に開発した大型集合住宅である[2]。ブワレイと呼ばれた農園は17世紀オランダ語で「農園」を意味し、マンハッタンのバワリー通りの語源となり、ブワレイの長いアプローチ（現在はストイフェサント通り）に面する教会はセントマーク教会イン・ザ・バワリーとなった。ストイフェサントは1640年にストイフェサント・ハイツの地域社会を造った。現在のベッドフォード・ストイフェサント・ブルックリン地区にはストイフェサント・ハイツを含んでおり、その名前が残っている。他に彼の名前を冠した所としてコロンビア郡のストイフェサント小集落とストイフェサント・フォールズがあり、そこでは初期オランダ人開拓者の子孫が現在でも住んでいる。またオランダ改革派教会が地域社会の重要な部分を占め、オランダ植民地がかつてあった所のショッピングセンター、ヨットクラブ、その他の建物や施設も同様である。英領ヴァージン諸島にあるピーター島はオランダ西インド会社が諸島の管理をしていた時代にストイフェサントに因んで名付けられた。
- ストイフェサントは教育の大きな信奉者だった。1660年に「若者の初期教育ほど重要なものはない」と言ったとされている。1661年、ニューアムステルダムにはグラマースクール1校、無料小学校2校があり、28人の教師に免状を与えていた。ストイフェサントが教育に貢献したことと、その下でニューアムステルダムの法的文化的寛容の伝統が育ったことの栄誉を称え、マンハッタンのストイフェサント高校（英語: Stuyvesant High School）が名付けられた。
- ストイフェサントの直径子孫で同じ姓を持つ者としては、オーガスタス・ヴァン・ホーン・ストイフェサント・ジュニアがいたが、1953年に83歳で独身のまま死んだ。その邸宅は東79番通り2にあった。19世紀ニューヨークの開発者ラザフォード・ストイフェサントとその子孫もピーター・ストイフェサントの子孫だったが、1863年に遺言条件を満たすためにストイフェサント・ラザフォードに名前を変えた[3]。

## 大衆文化の中で
- ピーター・ストイフェサントは1938年のクルト・ヴァイルとマクスウェル・アンダーソンのミュージカル『ニッカーボッカー・ホリデー』の主要登場人物である。このなかでストイフェサントは『9月の歌』を歌う。劇場版ではウォルター・ヒューストンが演じた。1944年の映画版ではチャールズ・コバーンが演じたが、これはコバーンが歌う唯一の映画になった。
- テレビゲームSid Meier's Civilization IV: Colonizationでは、ピーター・ストイフェサントがオランダ植民地指導者の一人である。アドリアン・ヴァン・デア・ドンクがもう1人の指導者である。Sid Meier's Colonizationのテレビゲームでは、ストイフェサントが大陸会議代議員に選ばれる可能性があり、プレーヤーは税関を建てることができて母国との貿易を自動的に行わせる。
- ベルギーのコミック本Suske en Wiske第269 "De Stugge Stuyvesant"ではストイフェサントが重要人物である。
- 古い時代のラジオ番組Duffy's Tavernでは、新しく見つかったストイフェサントの日記を狂言回しに用いたエピソードがあった。
- アメリカン・タバコの紙巻きタバコは「ピーター・ストイフェサント」と名付けられている。このタバコはオーストラリア、ギリシャ、ニュージーランドおよび南アフリカで人気がある。